# Greed Corp
Greed Corp es un videojuego de estrategia por turnos desarrollado por W!Games y publicado por Valcon Games y Easy Tiger Media para Xbox 360 y PlayStation 3, por DTP Entertainment y Vanguard Games para Windows, y porteado y publicado por Invictus Games para Mac OS X, iOS y Android.

## Jugabilidad
Greed Corp es un juego por turnos que involucra batallas estratégicas en un mapa que presenta una mecánica de colapso de la tierra. Los jugadores eligen una de las cuatro facciones (Freemen, Pirates, Cartel, Empire) en partidas de unos 20 minutos. El juego también presenta una campaña para un solo jugador para cada facción.
Los jugadores obtienen créditos al comienzo de su turno y al cosechar capas de tierra. Los cosechadores construidos destruirán lentamente el mosaico en el que se encuentran y en el área que los rodea. Cuando los jugadores cosechan demasiado, el campo de juego comienza a desmoronarse, haciendo que las fichas agotadas colapsen. Las tácticas también implican comprender el valor ofensivo de una cosechadora, usarla como arma y causar estratégicamente la destrucción tanto del oponente como del campo de juego.
Los créditos se pueden gastar en:
- Cosechadores, para ganar más créditos y destruir terrenos cercanos
- Armerías, en las que construir tropas.
- Tropas, para reclamar tierras y atacar a otras tropas.
- Cañones y munición, para disparar a los enemigos cercanos
- Transportadores, con el fin de enviar tropas para atacar a distancia

## Facciones
Si bien las cuatro facciones son completamente idénticas en términos de jugabilidad, cada facción tiene su propio estilo visual y rol en las campañas.
- The Freemen son una sociedad tribal con un gran respeto por su entorno. Las unidades y los edificios de los hombres libres están hechos de madera y otros materiales naturales, y consisten principalmente en formas cilíndricas. Los mosaicos controlados por los Hombres Libres parecen estar cubiertos de tierra de cultivo, y sus cosechadoras toman la forma de molinos de viento.
- The Pirates son, como su nombre indica, piratas que se ganan la vida robando a los demás, pero también comerciando con el Cartel y el Imperio. Sus unidades y edificios parecen estar construidos con chatarra y tienen una forma bastante angular. Las casillas controladas por los Piratas se convierten en desiertos áridos y sus cosechadoras tienen forma de azadas de construcción andantes.
- The Cartel es un grupo de corporaciones despiadadas cuyo único interés radica en extraer los recursos del mundo para obtener ganancias. El diseño de sus unidades y edificios se basa en gran medida en formas esféricas y metales rojizos, como el cobre. Sus tejas se convierten en caminos rojizos y empedrados, y utilizan las torres de perforación petroleras como cosechadoras.
- The Empire es la nación más industrializada y militarizada del mundo de Greed Corp, y está constantemente en guerra con el Cartel. Sus unidades, edificios e incluso las casillas que controlan parecen estar hechos de acero.

## Recepción
Greed Corp recibió críticas "generalmente favorables" en todas las plataformas según el sitio web de agregación de reseñas Metacritic.